# Polo aquático no Campeonato Mundial de Esportes Aquáticos de 2024 - Torneio feminino

O torneio feminino de polo aquático no Campeonato Mundial de Esportes Aquáticos de 2024 foi realizada nos dias 4 a 16 de fevereiro de 2024 em Doha, no Catar 

## Cronograma
Todos os horários estão na hora local (UTC+3).
| Data            | Horário | Evento                                     |
| --------------- | ------- | ------------------------------------------ |
| 4 de fevereiro  | 09:00   | Fase de grupos                             |
| 6 de fevereiro  | 09:00   | Fase de grupos                             |
| 8 de fevereiro  | 09:00   | Fase de grupos                             |
| 10 de fevereiro | 09:00   | Repescagem/Partidas de classificação       |
| 12 de fevereiro | 09:00   | Quartas de final/Partidas de classificação |
| 14 de fevereiro | 09:00   | Semifinais/Partidas de classificação       |
| 15 de fevereiro | 10:00   | Final masculina                            |

## Qualificação
Das equipes classificadas, treze retornaram de 2023. Cingapura se classificou pela primeira vez após a retirada do Japão por motivos financeiros, tornando-se o segundo país do Sudeste Asiático a se classificar para este evento depois da Tailândia em 2022. A Grã-Bretanha se classificou após uma ausência de onze anos, e o Brasil se classificou novamente após desistir de 2023. Argentina, Israel e Japão foram os únicos times que não conseguiram chegar a esta edição mas fizeram 2023.
| Evento                                      | Datas                                 | Sede       | Vagas | Qualificados                            |
| ------------------------------------------- | ------------------------------------- | ---------- | ----- | --------------------------------------- |
| Copa do Mundo de 2023                       | 11 de abril – 25 de junho 2023        | Long Beach | 2     | Estados Unidos · Países Baixos          |
| Campeonato Mundial de 2023                  | 16 - 28 de julho de 2023              | Fukuoka    | 4     | Espanha · Itália · Austrália · Hungria  |
| Jogos Asiáticos de 2022                     | 25 de setembro - 1 de outubro de 2023 | Hangzhou   | 3     | China · Japão · Cazaquistão · Singapura |
| Jogos Pan-Americanos de 2023                | 30 de outubro - 4 de novembro de 2023 | Santiago   | 2     | Canadá · Brasil                         |
| Campeonato Europeu de Polo Aquático de 2024 | 5 -13 de janeiro de 2024              | Eindhoven  | 3     | Grécia · França · Grã-Bretanha          |
| Seleção africana                            | —                                     | —          | 1     | África do Sul                           |
| Seleção da Oceania                          | —                                     | —          | 1     | Nova Zelândia                           |
| Total                                       |                                       |            | 16    |                                         |

## Medalhistas
| Ouro | Prata | Bronze |
| Estados Unidos · Ashleigh Johnson · Maddie Musselman · Tara Prentice · Rachel Fattal · Jenna Flynn · Maggie Steffens · Jordan Raney · Ryann Neushul · Jewel Roemer · Kaleigh Gilchrist · Bayley Weber · Emily Ausmus · Amanda Longan · Jovana Sekulic · Denise Mammolito | Hungria · Alda Magyari · Dorottya Szilágyi · Vanda Vályi · Gréta Gurisatti · Géraldine Mahieu · Rebecca Parkes · Zsuzsanna Máté · Rita Keszthelyi · Dóra Leimeter · Natasa Rybanska · Kamilla Faragó · Krisztina Garda · Boglárka Neszmély · Brigitta Horváth · Szonja Kuna | Espanha · Laura Ester · [Cristina Nogué]] · Anni Espar · Beatriz Ortiz · Nona Pérez · Paula Crespí · Elena Ruiz · Pili Peña · Judith Forca · Paula Camus · Maica García Godoy · Paula Leitón · Martina Terré · Ariadna Ruiz · Isabel Piralkova |

## Formato da competição
O torneio consiste em duas fases, contendo: fase de grupos, repescagem, quartas de final, semifinal e final. Na primeira fase, ou fase de grupos, as 16 seleções são divididos em quatro grupos contendo cada uma quatro seleções, que enfrentam-se uma única vez, a primeira colocada, classifica-se direto às quartas de final; por sua vez, a segunda e terceiras colocadas, avançam até a repescagem.
Nesta segunda fase, as seleções realizam partidas eliminatórias alternadas, a segunda colocada de determinado grupo, enfrenta a terceira de outro e assim sucessivamente definindo as vencedores que classificam-se às quartas de final e assim a competição continua até a semifinal e por conseguinte, final. Todavia, para definir a colocação de cada uma, são realizadas partidas de rque definem desde a décima quinta posição até a quarta.

## Sorteio
O sorteio foi realizado em 7 de novembro de 2024.
| Pote 1         | Pote 2      | Pote 3 | Pote 4        |
| -------------- | ----------- | ------ | ------------- |
| Países Baixos  | Espanha     | Itália | Austrália     |
| Estados Unidos | Hungria     | Grécia | Canadá        |
| França         | Reino Unido | Brasil | Nova Zelândia |
| China          | Cazaquistão | {SGP}} | África do Sul |

## Primeira fase
Todos os horários estão na hora local (UTC+3).

### Grupo A
| Pos. | Seleção        | J | V | VP | DP | D | GM | GS | SG  | Pts | Qualificação     |
| ---- | -------------- | - | - | -- | -- | - | -- | -- | --- | --- | ---------------- |
| 1.   | Estados Unidos | 3 | 3 | 0  | 0  | 0 | 63 | 16 | +47 | 9   | Quartas de final |
| 2.   | Países Baixos  | 3 | 2 | 0  | 0  | 1 | 62 | 19 | +43 | 6   | Playoffs         |
| 3.   | Cazaquistão    | 3 | 0 | 1  | 0  | 2 | 17 | 69 | -52 | 2   | Playoffs         |
| 4.   | Brasil         | 3 | 0 | 0  | 1  | 2 | 20 | 58 | -38 | 1   |                  |

| 4 de fevereiro de 2024 09:00 | Súmula | Cazaquistão                                         | 16–15 | Brasil       | Aspire Dome, Doha Árbitros: Tamas Couper (NZL), Matan Painchaud (CAN) |
| 4 de fevereiro de 2024 09:00 | Súmula | Pontuação por períodos: 1–2, 2–2, 5–3, 2–3 PEN: 6–5 |       |              | Aspire Dome, Doha Árbitros: Tamas Couper (NZL), Matan Painchaud (CAN) |
| 4 de fevereiro de 2024 09:00 | Súmula | Novikova, Pochinok 3                                | Gols  | Cavalcante 4 | Aspire Dome, Doha Árbitros: Tamas Couper (NZL), Matan Painchaud (CAN) |

| 4 de fevereiro de 2024 18:45 | Súmula | Estados Unidos                             | 10–8 | Países Baixos   | Aspire Dome, Doha Árbitros: Nóra Debreceni (HUN), Giuliana Nicolosi (ITA) |
| 4 de fevereiro de 2024 18:45 | Súmula | Pontuação por períodos: 3–2, 3–3, 3–1, 1–2 |      |                 | Aspire Dome, Doha Árbitros: Nóra Debreceni (HUN), Giuliana Nicolosi (ITA) |
| 4 de fevereiro de 2024 18:45 | Súmula | três jogadores 2                           | Gols | Van de Kraats 4 | Aspire Dome, Doha Árbitros: Nóra Debreceni (HUN), Giuliana Nicolosi (ITA) |

| 6 de fevereiro de 2024 17:30 | Súmula | Países Baixos                              | 27–4 | Cazaquistão | Aspire Dome, Doha Árbitros: David Couper (NZL), Asumi Tsuzaki (JPN) |
| 6 de fevereiro de 2024 17:30 | Súmula | Pontuação por períodos: 6–0, 4–1, 8–3, 9–0 |      |             | Aspire Dome, Doha Árbitros: David Couper (NZL), Asumi Tsuzaki (JPN) |
| 6 de fevereiro de 2024 17:30 | Súmula | Joustra 7                                  | Gols | Tsoy 2      | Aspire Dome, Doha Árbitros: David Couper (NZL), Asumi Tsuzaki (JPN) |

| 6 de fevereiro de 2024 20:30 | Súmula | Brasil                                     | 5–21 | Estados Unidos | Aspire Dome, Doha Árbitros: György Kun (HUN), Stanko Ivanovski (MNE) |
| 6 de fevereiro de 2024 20:30 | Súmula | Pontuação por períodos: 2–7, 1–6, 0–4, 2–4 |      |                | Aspire Dome, Doha Árbitros: György Kun (HUN), Stanko Ivanovski (MNE) |
| 6 de fevereiro de 2024 20:30 | Súmula | Belorio 2                                  | Gols | Steffens 5     | Aspire Dome, Doha Árbitros: György Kun (HUN), Stanko Ivanovski (MNE) |

| 8 de fevereiro de 2024 16:00 | Súmula | Brasil                                     | 5–27 | Países Baixos    | Aspire Dome, Doha Árbitros: Giuliana Nicolosi (ITA), David Couper (NZL) |
| 8 de fevereiro de 2024 16:00 | Súmula | Pontuação por períodos: 1–7, 1–4, 2–7, 1–9 |      |                  | Aspire Dome, Doha Árbitros: Giuliana Nicolosi (ITA), David Couper (NZL) |
| 8 de fevereiro de 2024 16:00 | Súmula | Ferreira 2                                 | Gols | três jogadores 5 | Aspire Dome, Doha Árbitros: Giuliana Nicolosi (ITA), David Couper (NZL) |

| 8 de fevereiro de 2024 17:30 | Súmula | Estados Unidos                             | 32–3 | Cazaquistão      | Aspire Dome, Doha Árbitros: Ashleigh Kaeshler (AUS), Cheng Beng Guan (SGP) |
| 8 de fevereiro de 2024 17:30 | Súmula | Pontuação por períodos: 8–0, 8–0, 9–1, 7–2 |      |                  | Aspire Dome, Doha Árbitros: Ashleigh Kaeshler (AUS), Cheng Beng Guan (SGP) |
| 8 de fevereiro de 2024 17:30 | Súmula | Fattal, Steffens 5                         | Gols | três jogadores 1 | Aspire Dome, Doha Árbitros: Ashleigh Kaeshler (AUS), Cheng Beng Guan (SGP) |

### Grupo B
| Pos. | Seleção | J | V | VP | DP | D | GM | GS | SG  | Pts | Qualificação     |
| ---- | ------- | - | - | -- | -- | - | -- | -- | --- | --- | ---------------- |
| 1.   | Espanha | 3 | 3 | 0  | 0  | 0 | 48 | 20 | +28 | 9   | Quartas de final |
| 2.   | Grécia  | 3 | 2 | 0  | 0  | 1 | 41 | 31 | +10 | 6   | Playoffs         |
| 3.   | China   | 3 | 0 | 1  | 0  | 2 | 20 | 46 | -26 | 2   | Playoffs         |
| 4.   | França  | 3 | 0 | 0  | 1  | 2 | 19 | 31 | -12 | 1   |                  |

| 4 de fevereiro de 2024 10:30 | Súmula | China                                      | 5–18 | Espanha  | Aspire Dome, Doha Árbitros: Ashley Kaeshler (AUS), Andreia Stanojević (SRB) |
| 4 de fevereiro de 2024 10:30 | Súmula | Pontuação por períodos: 2–3, 2–5, 1–4, 0–6 |      |          | Aspire Dome, Doha Árbitros: Ashley Kaeshler (AUS), Andreia Stanojević (SRB) |
| 4 de fevereiro de 2024 10:30 | Súmula | Lu 2                                       | Gols | Crespí 4 | Aspire Dome, Doha Árbitros: Ashley Kaeshler (AUS), Andreia Stanojević (SRB) |

| 4 de fevereiro de 2024 12:00 | Súmula | Grécia                                     | 11–6 | França    | Aspire Dome, Doha Árbitros: Frank Ohme (GER), Andrej Franulović (CRO) |
| 4 de fevereiro de 2024 12:00 | Súmula | Pontuação por períodos: 3–2, 2–1, 4–2, 2–1 |      |           | Aspire Dome, Doha Árbitros: Frank Ohme (GER), Andrej Franulović (CRO) |
| 4 de fevereiro de 2024 12:00 | Súmula | Plevritou 3                                | Gols | Guillet 2 | Aspire Dome, Doha Árbitros: Frank Ohme (GER), Andrej Franulović (CRO) |

| 6 de fevereiro de 2024 09:00 | Súmula | França                                              | 10–11 | China      | Aspire Dome, Doha Árbitros: Nóra Debreceni (HUN), Helen Painchaud (CAN) |
| 6 de fevereiro de 2024 09:00 | Súmula | Pontuação por períodos: 0–2, 2–1, 3–3, 1–0 PEN: 4–5 |       |            | Aspire Dome, Doha Árbitros: Nóra Debreceni (HUN), Helen Painchaud (CAN) |
| 6 de fevereiro de 2024 09:00 | Súmula | Battu, Bouloukbakchi 2                              | Gols  | Zhang J. 5 | Aspire Dome, Doha Árbitros: Nóra Debreceni (HUN), Helen Painchaud (CAN) |

| 6 de fevereiro de 2024 19:00 | Súmula | Espanha                                    | 16–8 | Grécia           | Aspire Dome, Doha Árbitros: Alessandro Severo (ITA), Ashleigh Kaeshler (AUS) |
| 6 de fevereiro de 2024 19:00 | Súmula | Pontuação por períodos: 2–2, 5–2, 4–2, 5–2 |      |                  | Aspire Dome, Doha Árbitros: Alessandro Severo (ITA), Ashleigh Kaeshler (AUS) |
| 6 de fevereiro de 2024 19:00 | Súmula | Ortiz 4                                    | Gols | três jogadores 2 | Aspire Dome, Doha Árbitros: Alessandro Severo (ITA), Ashleigh Kaeshler (AUS) |

| 8 de fevereiro de 2024 19:00 | Súmula | Espanha                                    | 14–7 | França                   | Aspire Dome, Doha Árbitros: Hélène Painchaud (CAN), Darren Spiritosanto (USA) |
| 8 de fevereiro de 2024 19:00 | Súmula | Pontuação por períodos: 2–0, 5–4, 4–1, 3–2 |      |                          | Aspire Dome, Doha Árbitros: Hélène Painchaud (CAN), Darren Spiritosanto (USA) |
| 8 de fevereiro de 2024 19:00 | Súmula | Nogué 3                                    | Gols | Bouloukbakchi, Vernoux 2 | Aspire Dome, Doha Árbitros: Hélène Painchaud (CAN), Darren Spiritosanto (USA) |

| 8 de fevereiro de 2024 20:30 | Súmula | Grécia                                     | 22–9 | China  | Aspire Dome, Doha Árbitros: Nóra Debreceni (HUN), Lucas Letshabo (RSA) |
| 8 de fevereiro de 2024 20:30 | Súmula | Pontuação por períodos: 7–2, 4–2, 6–1, 5–4 |      |        | Aspire Dome, Doha Árbitros: Nóra Debreceni (HUN), Lucas Letshabo (RSA) |
| 8 de fevereiro de 2024 20:30 | Súmula | Ninou, Plevritou 4                         | Gols | Deng 3 | Aspire Dome, Doha Árbitros: Nóra Debreceni (HUN), Lucas Letshabo (RSA) |

### Grupo C
| Pos. | Seleção       | J | V | VP | DP | D | GM | GS  | SG  | Pts | Qualificação     |
| ---- | ------------- | - | - | -- | -- | - | -- | --- | --- | --- | ---------------- |
| 1.   | Hungria       | 3 | 3 | 0  | 0  | 0 | 71 | 19  | +52 | 9   | Quartas de final |
| 2.   | Austrália     | 3 | 2 | 0  | 0  | 1 | 54 | 20  | +34 | 6   | Playoffs         |
| 3.   | Nova Zelândia | 3 | 1 | 0  | 0  | 2 | 44 | 36  | +8  | 3   | Playoffs         |
| 4.   | Singapura     | 3 | 0 | 0  | 0  | 3 | 7  | 101 | -94 | 0   |                  |

| 4 de fevereiro de 2024 13:30 | Súmula | Austrália                                   | 32–1 | Singapura | Aspire Dome, Doha Árbitros: Matan Schwartz (ISR), Lucas Letshabo (RSA) |
| 4 de fevereiro de 2024 13:30 | Súmula | Pontuação por períodos: 7–1, 13–0, 6–0, 6–0 |      |           | Aspire Dome, Doha Árbitros: Matan Schwartz (ISR), Lucas Letshabo (RSA) |
| 4 de fevereiro de 2024 13:30 | Súmula | Gofers 5                                    | Gols | Wan 1     | Aspire Dome, Doha Árbitros: Matan Schwartz (ISR), Lucas Letshabo (RSA) |

| 4 de fevereiro de 2024 15:00 | Súmula | Hungria                                    | 19–8 | Nova Zelândia | Aspire Dome, Doha Árbitros: Asumi Tsuzaki (JPN), Natalia Markopoulou (GRE) |
| 4 de fevereiro de 2024 15:00 | Súmula | Pontuação por períodos: 5–2, 4–2, 2–1, 8–3 |      |               | Aspire Dome, Doha Árbitros: Asumi Tsuzaki (JPN), Natalia Markopoulou (GRE) |
| 4 de fevereiro de 2024 15:00 | Súmula | Gurisatti 6                                | Gols | McDowall 4    | Aspire Dome, Doha Árbitros: Asumi Tsuzaki (JPN), Natalia Markopoulou (GRE) |

| 6 de fevereiro de 2024 10:30 | Súmula | Nova Zelândia                              | 6–13 | Austrália  | Aspire Dome, Doha Árbitros: Matan Schwartz (ISR), Viktor Salnichenko (KAZ) |
| 6 de fevereiro de 2024 10:30 | Súmula | Pontuação por períodos: 2–3, 2–3, 1–3, 1–4 |      |            | Aspire Dome, Doha Árbitros: Matan Schwartz (ISR), Viktor Salnichenko (KAZ) |
| 6 de fevereiro de 2024 10:30 | Súmula | Doyle, Houghton 2                          | Gols | Williams 4 | Aspire Dome, Doha Árbitros: Matan Schwartz (ISR), Viktor Salnichenko (KAZ) |

| 6 de fevereiro de 2024 13:30 | Súmula | Singapura                                     | 2–39 | Hungria               | Aspire Dome, Doha Árbitros: Lucas Letshabo (RSA), Giuliana Nicolosi (ITA) |
| 6 de fevereiro de 2024 13:30 | Súmula | Pontuação por períodos: 0–11, 0–7, 2–11, 0–10 |      |                       | Aspire Dome, Doha Árbitros: Lucas Letshabo (RSA), Giuliana Nicolosi (ITA) |
| 6 de fevereiro de 2024 13:30 | Súmula | Yap 2                                         | Gols | Gurisatti, Rybanska 6 | Aspire Dome, Doha Árbitros: Lucas Letshabo (RSA), Giuliana Nicolosi (ITA) |

| 8 de fevereiro de 2024 09:00 | Súmula | Singapura                                   | 4–30 | Nova Zelândia | Aspire Dome, Doha Árbitros: Stanko Ivanovski (MNE), Yuri Maciel (BRA) |
| 8 de fevereiro de 2024 09:00 | Súmula | Pontuação por períodos: 1–10, 0–9, 0–5, 3–6 |      |               | Aspire Dome, Doha Árbitros: Stanko Ivanovski (MNE), Yuri Maciel (BRA) |
| 8 de fevereiro de 2024 09:00 | Súmula | Yap 2                                       | Gols | McDowall 9    | Aspire Dome, Doha Árbitros: Stanko Ivanovski (MNE), Yuri Maciel (BRA) |

| 8 de fevereiro de 2024 13:30 | Súmula | Hungria                                    | 13–9 | Austrália  | Aspire Dome, Doha Árbitros: Xavi Buch (ESP), Natalia Markopoulou (GRE) |
| 8 de fevereiro de 2024 13:30 | Súmula | Pontuação por períodos: 4–2, 4–3, 3–1, 2–3 |      |            | Aspire Dome, Doha Árbitros: Xavi Buch (ESP), Natalia Markopoulou (GRE) |
| 8 de fevereiro de 2024 13:30 | Súmula | Keszthelyi 5                               | Gols | Williams 3 | Aspire Dome, Doha Árbitros: Xavi Buch (ESP), Natalia Markopoulou (GRE) |

### Grupo D
| Pos. | Seleção       | J | V | VP | DP | D | GM | GS | SG  | Pts | Qualificação     |
| ---- | ------------- | - | - | -- | -- | - | -- | -- | --- | --- | ---------------- |
| 1.   | Itália        | 3 | 3 | 0  | 0  | 0 | 59 | 21 | +38 | 9   | Quartas de final |
| 2.   | Canadá        | 3 | 2 | 0  | 0  | 1 | 52 | 19 | +33 | 6   | Playoffs         |
| 3.   | Reino Unido   | 3 | 1 | 0  | 0  | 2 | 29 | 47 | -18 | 3   | Playoffs         |
| 4.   | África do Sul | 3 | 0 | 0  | 0  | 3 | 10 | 63 | -53 | 0   |                  |

| 4 de fevereiro de 2024 16:30 | Súmula | Reino Unido                                | 10–22 | Itália             | Aspire Dome, Doha Árbitros: Jennifer McCall (USA), Cheng Beng Guan (SGP) |
| 4 de fevereiro de 2024 16:30 | Súmula | Pontuação por períodos: 3–5, 2–6, 2–6, 3–5 |       |                    | Aspire Dome, Doha Árbitros: Jennifer McCall (USA), Cheng Beng Guan (SGP) |
| 4 de fevereiro de 2024 16:30 | Súmula | Turner 3                                   | Gols  | Avegno, Bianconi 4 | Aspire Dome, Doha Árbitros: Jennifer McCall (USA), Cheng Beng Guan (SGP) |

| 4 de fevereiro de 2024 20:30 | Súmula | África do Sul                              | 2–24 | Canadá           | Aspire Dome, Doha Árbitros: Viktor Salnichenko (KAZ), Yuri Maciel (BRA) |
| 4 de fevereiro de 2024 20:30 | Súmula | Pontuação por períodos: 0–6, 0–3, 2–8, 0–7 |      |                  | Aspire Dome, Doha Árbitros: Viktor Salnichenko (KAZ), Yuri Maciel (BRA) |
| 4 de fevereiro de 2024 20:30 | Súmula | Meecham, Zondo 1                           | Gols | três jogadores 5 | Aspire Dome, Doha Árbitros: Viktor Salnichenko (KAZ), Yuri Maciel (BRA) |

| 6 de fevereiro de 2024 12:00 | Súmula | Canadá                                     | 20–5 | Reino Unido | Aspire Dome, Doha Árbitros: Natalia Markopoulou (GRE), Jennifer McCall (USA) |
| 6 de fevereiro de 2024 12:00 | Súmula | Pontuação por períodos: 6–1, 5–2, 3–0, 6–2 |      |             | Aspire Dome, Doha Árbitros: Natalia Markopoulou (GRE), Jennifer McCall (USA) |
| 6 de fevereiro de 2024 12:00 | Súmula | Lemay-Lavoie 4                             | Gols | Falvey 2    | Aspire Dome, Doha Árbitros: Natalia Markopoulou (GRE), Jennifer McCall (USA) |

| 6 de fevereiro de 2024 16:00 | Súmula | Itália                                     | 25–3 | África do Sul | Aspire Dome, Doha Árbitros: Andreia Stanojević (SRB), Yuri Maciel (BRA) |
| 6 de fevereiro de 2024 16:00 | Súmula | Pontuação por períodos: 6–1, 5–1, 6–1, 8–0 |      |               | Aspire Dome, Doha Árbitros: Andreia Stanojević (SRB), Yuri Maciel (BRA) |
| 6 de fevereiro de 2024 16:00 | Súmula | Giustini 5                                 | Gols | Versfeld 2    | Aspire Dome, Doha Árbitros: Andreia Stanojević (SRB), Yuri Maciel (BRA) |

| 8 de fevereiro de 2024 10:30 | Súmula | África do Sul                              | 5–14 | Reino Unido | Aspire Dome, Doha Árbitros: Viktor Salnichenko (KAZ), Asumi Tsuzaki (JPN) |
| 8 de fevereiro de 2024 10:30 | Súmula | Pontuação por períodos: 2–5, 0–4, 1–5, 2–0 |      |             | Aspire Dome, Doha Árbitros: Viktor Salnichenko (KAZ), Asumi Tsuzaki (JPN) |
| 8 de fevereiro de 2024 10:30 | Súmula | Penney 2                                   | Gols | Falvey 3    | Aspire Dome, Doha Árbitros: Viktor Salnichenko (KAZ), Asumi Tsuzaki (JPN) |

| 8 de fevereiro de 2024 12:00 | Súmula | Itália                                     | 12–8 | Canadá          | Aspire Dome, Doha Árbitros: Jennifer McCall (USA), Zhang Liang (CHN) |
| 8 de fevereiro de 2024 12:00 | Súmula | Pontuação por períodos: 4–4, 4–2, 2–2, 2–0 |      |                 | Aspire Dome, Doha Árbitros: Jennifer McCall (USA), Zhang Liang (CHN) |
| 8 de fevereiro de 2024 12:00 | Súmula | Marletta 4                                 | Gols | Bakoc, Wright 2 | Aspire Dome, Doha Árbitros: Jennifer McCall (USA), Zhang Liang (CHN) |

## Segunda fase
Fase eliminatória
|  | Playoffs        | Playoffs        |                 |       | Quartas-de-final | Quartas-de-final |   |  | Semifinal | Semifinal |  |  | Final | Final |
|  |                 |                 |                 |       |                  |                  |   |  |           |           |  |  |       |       |
|  |                 |                 |                 |       |                  |                  |   |  |           |           |  |  |       |       |
|  |                 |                 |                 |       |                  |                  |   |  |           |           |  |  |       |       |
|  |                 |                 |                 |       |                  |                  |   |  |           |           |  |  |       |       |
|  | 12 de fevereiro |                 |                 |       |                  |                  |   |  |           |           |  |  |       |       |
|  |                 |                 |                 |       |                  |                  |   |  |           |           |  |  |       |       |
|  | Estados Unidos  | 10              |                 |       |                  |                  |   |  |           |           |  |  |       |       |
|  | Estados Unidos  | 10              | 10 de fevereiro |       |                  |                  |   |  |           |           |  |  |       |       |
|  |                 |                 | Austrália       | 9     |                  |                  |   |  |           |           |  |  |       |       |
|  | Austrália       | 20              | Austrália       | 9     |                  |                  |   |  |           |           |  |  |       |       |
|  | Austrália       | 20              | 14 de fevereiro |       |                  |                  |   |  |           |           |  |  |       |       |
|  | Reino Unido     | 8               |                 |       |                  |                  |   |  |           |           |  |  |       |       |
|  | Reino Unido     | 8               | Estados Unidos  | 11    |                  |                  |   |  |           |           |  |  |       |       |
|  |                 |                 | Estados Unidos  | 11    |                  |                  |   |  |           |           |  |  |       |       |
|  |                 | Espanha         | 9               |       |                  |                  |   |  |           |           |  |  |       |       |
|  |                 | Espanha         | 9               |       |                  |                  |   |  |           |           |  |  |       |       |
|  | 12 de fevereiro |                 |                 |       |                  |                  |   |  |           |           |  |  |       |       |
|  |                 |                 |                 |       |                  |                  |   |  |           |           |  |  |       |       |
|  | Espanha         | 12              |                 |       |                  |                  |   |  |           |           |  |  |       |       |
|  | Espanha         | 12              | 10 de fevereiro |       |                  |                  |   |  |           |           |  |  |       |       |
|  |                 |                 | Canadá          | 9     |                  |                  |   |  |           |           |  |  |       |       |
|  | Nova Zelândia   | 12              | Canadá          | 9     |                  |                  |   |  |           |           |  |  |       |       |
|  | Nova Zelândia   | 12              | 16 de fevereiro |       |                  |                  |   |  |           |           |  |  |       |       |
|  | Canadá          | 14              |                 |       |                  |                  |   |  |           |           |  |  |       |       |
|  | Canadá          | 14              | Estados Unidos  | 8     |                  |                  |   |  |           |           |  |  |       |       |
|  |                 |                 | Estados Unidos  | 8     |                  |                  |   |  |           |           |  |  |       |       |
|  |                 | Hungria         | 7               |       |                  |                  |   |  |           |           |  |  |       |       |
|  |                 | Hungria         | 7               |       |                  |                  |   |  |           |           |  |  |       |       |
|  | 12 de fevereiro |                 |                 |       |                  |                  |   |  |           |           |  |  |       |       |
|  |                 |                 |                 |       |                  |                  |   |  |           |           |  |  |       |       |
|  | Hungria         | 8 (5)           |                 |       |                  |                  |   |  |           |           |  |  |       |       |
|  | Hungria         | 8 (5)           | 10 de fevereiro |       |                  |                  |   |  |           |           |  |  |       |       |
|  |                 |                 | Países Baixos   | 8 (4) |                  |                  |   |  |           |           |  |  |       |       |
|  | Países Baixos   | 16              | Países Baixos   | 8 (4) |                  |                  |   |  |           |           |  |  |       |       |
|  | Países Baixos   | 16              | 14 de fevereiro |       |                  |                  |   |  |           |           |  |  |       |       |
|  | China           | 14              |                 |       |                  |                  |   |  |           |           |  |  |       |       |
|  | China           | 14              | Hungria         | 9 (4) |                  |                  |   |  |           |           |  |  |       |       |
|  |                 |                 | Hungria         | 9 (4) |                  |                  |   |  |           |           |  |  |       |       |
|  |                 | Grécia          | 9 (2)           |       | Terceiro lugar   | Terceiro lugar   |   |  |           |           |  |  |       |       |
|  |                 | Grécia          | 9 (2)           |       | Terceiro lugar   | Terceiro lugar   |   |  |           |           |  |  |       |       |
|  | 12 de fevereiro | 12 de fevereiro |                 |       | 16 de fevereiro  | 16 de fevereiro  |   |  |           |           |  |  |       |       |
|  | 12 de fevereiro | 12 de fevereiro |                 |       | 16 de fevereiro  | 16 de fevereiro  |   |  |           |           |  |  |       |       |
|  | Itália          | 12              | Espanha         | 10    |                  |                  |   |  |           |           |  |  |       |       |
|  | Itália          | 12              | Espanha         | 10    | 10 de fevereiro  |                  |   |  |           |           |  |  |       |       |
|  |                 |                 | Grécia          | 14    |                  | Grécia           | 9 |  |           |           |  |  |       |       |
|  | Cazaquistão     | 5               | Grécia          | 14    |                  | Grécia           | 9 |  |           |           |  |  |       |       |
|  | Cazaquistão     | 5               |                 |       |                  |                  |   |  |           |           |  |  |       |       |
|  | Grécia          | 24              |                 |       |                  |                  |   |  |           |           |  |  |       |       |
|  | Grécia          | 24              |                 |       |                  |                  |   |  |           |           |  |  |       |       |

5º lugar
|  | Semifinais      | Semifinais    |                 |    | 5º lugar | 5º lugar |
|  |                 |               |                 |    |          |          |
|  | 14 de fevereiro |               |                 |    |          |          |
|  |                 |               |                 |    |          |          |
|  | Austrália       | 10            |                 |    |          |          |
|  | Austrália       | 10            | 16 de fevereiro |    |          |          |
|  | Canadá          | 8             |                 |    |          |          |
|  | Canadá          | 8             | Austrália       | 8  |          |          |
|  | 14 de fevereiro |               | Austrália       | 8  |          |          |
|  |                 | Países Baixos | 10              |    |          |          |
|  | Países Baixos   | Países Baixos | 10              | 10 |          |          |
|  | Países Baixos   |               |                 | 10 |          |          |
|  | Itália          | 5             |                 |    |          |          |
|  | Itália          | 5             | 7º lugar        |    |          |          |
|  |                 |               |                 |    |          |          |
|  | 16 de fevereiro |               |                 |    |          |          |
|  |                 |               |                 |    |          |          |
|  | Canadá          | 12            |                 |    |          |          |
|  | Canadá          | 12            |                 |    |          |          |
|  | Itália          | 18            |                 |    |          |          |

9º lugar
|  | Semifinais      | Semifinais    |                 |    | 9º lugar | 9º lugar |
|  |                 |               |                 |    |          |          |
|  | 12 de fevereiro |               |                 |    |          |          |
|  |                 |               |                 |    |          |          |
|  | China           | 15            |                 |    |          |          |
|  | China           | 15            | 14 de fevereiro |    |          |          |
|  | Reino Unido     | 10            |                 |    |          |          |
|  | Reino Unido     | 10            | China           | 15 |          |          |
|  | 12 de fevereiro |               | China           | 15 |          |          |
|  |                 | Nova Zelândia | 16              |    |          |          |
|  | Cazaquistão     | Nova Zelândia | 16              | 8  |          |          |
|  | Cazaquistão     |               |                 | 8  |          |          |
|  | Nova Zelândia   | 23            |                 |    |          |          |
|  | Nova Zelândia   | 23            | 11º lugar       |    |          |          |
|  |                 |               |                 |    |          |          |
|  | 14 de fevereiro |               |                 |    |          |          |
|  |                 |               |                 |    |          |          |
|  | Reino Unido     | 8             |                 |    |          |          |
|  | Reino Unido     | 8             |                 |    |          |          |
|  | Cazaquistão     | 6             |                 |    |          |          |

13º lugar
|  | Semifinais      | Semifinais    |                 |    | 13º lugar | 13º lugar |
|  |                 |               |                 |    |           |           |
|  | 10 de fevereiro |               |                 |    |           |           |
|  |                 |               |                 |    |           |           |
|  | Brasil          | 8             |                 |    |           |           |
|  | Brasil          | 8             | 12 de fevereiro |    |           |           |
|  | França          | 17            |                 |    |           |           |
|  | França          | 17            | França          | 19 |           |           |
|  | 10 de fevereiro |               | França          | 19 |           |           |
|  |                 | África do Sul | 8               |    |           |           |
|  | Singapura       | África do Sul | 8               | 6  |           |           |
|  | Singapura       |               |                 | 6  |           |           |
|  | África do Sul   | 20            |                 |    |           |           |
|  | África do Sul   | 20            | 15º lugar       |    |           |           |
|  |                 |               |                 |    |           |           |
|  | 12 de fevereiro |               |                 |    |           |           |
|  |                 |               |                 |    |           |           |
|  | Brasil          | 18            |                 |    |           |           |
|  | Brasil          | 18            |                 |    |           |           |
|  | Singapura       | 2             |                 |    |           |           |

### Playoffs
| 10 de fevereiro de 2024 12:00 | Súmula | Países Baixos                              | 16–14 | China | Aspire Dome, Doha Árbitros: Jennifer McCall (USA), Lucas Letshabo (RSA) |
| 10 de fevereiro de 2024 12:00 | Súmula | Pontuação por períodos: 5–5, 3–2, 5–4, 3–3 |       |       | Aspire Dome, Doha Árbitros: Jennifer McCall (USA), Lucas Letshabo (RSA) |
| 10 de fevereiro de 2024 12:00 | Súmula | três jogadores 3                           | Gols  | Lu 5  | Aspire Dome, Doha Árbitros: Jennifer McCall (USA), Lucas Letshabo (RSA) |

| 10 de fevereiro de 2024 16:00 | Súmula | Cazaquistão                                | 5–24 | Grécia  | Aspire Dome, Doha Árbitros: Ashleigh Kaeshler (AUS), Cheng Beng Guan (SGP) |
| 10 de fevereiro de 2024 16:00 | Súmula | Pontuação por períodos: 2–8, 0–4, 1–7, 2–5 |      |         | Aspire Dome, Doha Árbitros: Ashleigh Kaeshler (AUS), Cheng Beng Guan (SGP) |
| 10 de fevereiro de 2024 16:00 | Súmula | cinco jogadores 1                          | Gols | Ninou 4 | Aspire Dome, Doha Árbitros: Ashleigh Kaeshler (AUS), Cheng Beng Guan (SGP) |

| 10 de fevereiro de 2024 17:30 | Súmula | Austrália                                  | 20–8 | Reino Unido      | Aspire Dome, Doha Árbitros: Natalia Markopoulou (GRE), Yuri Maciel (BRA) |
| 10 de fevereiro de 2024 17:30 | Súmula | Pontuação por períodos: 6–1, 6–2, 4–1, 4–4 |      |                  | Aspire Dome, Doha Árbitros: Natalia Markopoulou (GRE), Yuri Maciel (BRA) |
| 10 de fevereiro de 2024 17:30 | Súmula | A. Andrews 6                               | Gols | Cutler, Falvey 2 | Aspire Dome, Doha Árbitros: Natalia Markopoulou (GRE), Yuri Maciel (BRA) |

| 10 de fevereiro de 2024 19:00 | Súmula | Nova Zelândia                              | 12–14 | Canadá    | Aspire Dome, Doha Árbitros: Nóra Debreceni (HUN), Viktor Salnichenko (KAZ) |
| 10 de fevereiro de 2024 19:00 | Súmula | Pontuação por períodos: 2–5, 3–5, 4–2, 3–2 |       |           | Aspire Dome, Doha Árbitros: Nóra Debreceni (HUN), Viktor Salnichenko (KAZ) |
| 10 de fevereiro de 2024 19:00 | Súmula | Houghton 5                                 | Gols  | Crevier 3 | Aspire Dome, Doha Árbitros: Nóra Debreceni (HUN), Viktor Salnichenko (KAZ) |

### Quartas de final
| 12 de fevereiro de 2024 16:00 | Súmula | Estados Unidos                             | 10–9 | Austrália          | Aspire Dome, Doha Árbitros: Frank Ohme (GER), David Couper (NZL) |
| 12 de fevereiro de 2024 16:00 | Súmula | Pontuação por períodos: 2–2, 3–1, 3–0, 2–6 |      |                    | Aspire Dome, Doha Árbitros: Frank Ohme (GER), David Couper (NZL) |
| 12 de fevereiro de 2024 16:00 | Súmula | Musselman 3                                | Gols | quatro jogadores 2 | Aspire Dome, Doha Árbitros: Frank Ohme (GER), David Couper (NZL) |

| 12 de fevereiro de 2024 17:30 | Súmula | Espanha                                    | 12–9 | Canadá    | Aspire Dome, Doha Árbitros: Zhang Liang (CHN), Natalia Markopoulou (GRE) |
| 12 de fevereiro de 2024 17:30 | Súmula | Pontuação por períodos: 3–1, 4–1, 2–3, 3–4 |      |           | Aspire Dome, Doha Árbitros: Zhang Liang (CHN), Natalia Markopoulou (GRE) |
| 12 de fevereiro de 2024 17:30 | Súmula | Forca 5                                    | Gols | Crevier 3 | Aspire Dome, Doha Árbitros: Zhang Liang (CHN), Natalia Markopoulou (GRE) |

| 12 de fevereiro de 2024 19:00 | Súmula | Hungria                                             | 13–12 | Países Baixos    | Aspire Dome, Doha Árbitros: Sébastien Dervieux (FRA), Jennifer McCall (USA) |
| 12 de fevereiro de 2024 19:00 | Súmula | Pontuação por períodos: 1–1, 3–1, 1–2, 3–4 PEN: 5–4 |       |                  | Aspire Dome, Doha Árbitros: Sébastien Dervieux (FRA), Jennifer McCall (USA) |
| 12 de fevereiro de 2024 19:00 | Súmula | Keszthelyi 3                                        | Gols  | três jogadores 2 | Aspire Dome, Doha Árbitros: Sébastien Dervieux (FRA), Jennifer McCall (USA) |

| 12 de fevereiro de 2024 20:30 | Súmula | Itália                                     | 12–14 | Grécia} | Aspire Dome, Doha Árbitros: Matan Schwartz (ISR), Ashleigh Kaeshler (AUS) |
| 12 de fevereiro de 2024 20:30 | Súmula | Pontuação por períodos: 0–3, 3–4, 4–4, 5–3 |       |         | Aspire Dome, Doha Árbitros: Matan Schwartz (ISR), Ashleigh Kaeshler (AUS) |
| 12 de fevereiro de 2024 20:30 | Súmula | Picozzi 3                                  | Gols  | Ninou 5 | Aspire Dome, Doha Árbitros: Matan Schwartz (ISR), Ashleigh Kaeshler (AUS) |

### Semifinais do 13º ao 16º lugares
| 10 de fevereiro de 2024 09:00 | Súmula | Brasil                                 | 8–17 | França}            | Aspire Dome, Doha Árbitros: Hélène Painchaud (CAN), Asumi Tsuzaki (JPN) |
| 10 de fevereiro de 2024 09:00 | Súmula | Pontuação por períodos: 1–4, 1–3, 2–5, |      |                    | Aspire Dome, Doha Árbitros: Hélène Painchaud (CAN), Asumi Tsuzaki (JPN) |
| 10 de fevereiro de 2024 09:00 | Súmula | Belorio 4                              | Gols | Hertzka, Vernoux 4 | Aspire Dome, Doha Árbitros: Hélène Painchaud (CAN), Asumi Tsuzaki (JPN) |

| 10 de fevereiro de 2024 10:30 | Súmula | Singapura                                  | 6–20 | África do Sul} | Aspire Dome, Doha Árbitros: Giuliana Nicolosi (ITA), David Couper (NZL) |
| 10 de fevereiro de 2024 10:30 | Súmula | Pontuação por períodos: 3–4, 1–5, 0–5, 2–6 |      |                | Aspire Dome, Doha Árbitros: Giuliana Nicolosi (ITA), David Couper (NZL) |
| 10 de fevereiro de 2024 10:30 | Súmula | Yap 2                                      | Gols | Versfeld 4     | Aspire Dome, Doha Árbitros: Giuliana Nicolosi (ITA), David Couper (NZL) |

### Semifinais do 9º ao 12º lugares
| 12 de fevereiro de 2024 12:00 | Súmula | China                                      | 15–10 | Reino Unido | Aspire Dome, Doha Árbitros: Asumi Tsuzaki (JPN), Nóra Debreceni (HUN) |
| 12 de fevereiro de 2024 12:00 | Súmula | Pontuação por períodos: 4–2, 5–3, 2–1, 4–4 |       |             | Aspire Dome, Doha Árbitros: Asumi Tsuzaki (JPN), Nóra Debreceni (HUN) |
| 12 de fevereiro de 2024 12:00 | Súmula | três jogadores 3                           | Gols  | Turner 4    | Aspire Dome, Doha Árbitros: Asumi Tsuzaki (JPN), Nóra Debreceni (HUN) |

| 12 de fevereiro de 2024 13:30 | Súmula | Cazaquistão                                | 8–23 | Nova Zelândia} | Aspire Dome, Doha Árbitros: Giuliana Nicolosi (ITA), Hélène Painchaud (CAN) |
| 12 de fevereiro de 2024 13:30 | Súmula | Pontuação por períodos: 2–6, 1–5, 3–7, 2–5 |      |                | Aspire Dome, Doha Árbitros: Giuliana Nicolosi (ITA), Hélène Painchaud (CAN) |
| 12 de fevereiro de 2024 13:30 | Súmula | Mirshina 3                                 | Gols | McDowall 11    | Aspire Dome, Doha Árbitros: Giuliana Nicolosi (ITA), Hélène Painchaud (CAN) |

### Semifinais do 5º ao 8º lugares
| 14 de fevereiro de 2024 12:00 | Súmula | Austrália                                  | 10–8 | Canadá   | Aspire Dome, Doha Árbitros: Darren Spiritosanto (USA), Sébastien Dervieux (FRA) |
| 14 de fevereiro de 2024 12:00 | Súmula | Pontuação por períodos: 3–1, 0–2, 2–3, 5–2 |      |          | Aspire Dome, Doha Árbitros: Darren Spiritosanto (USA), Sébastien Dervieux (FRA) |
| 14 de fevereiro de 2024 12:00 | Súmula | Williams 3                                 | Gols | Wright 3 | Aspire Dome, Doha Árbitros: Darren Spiritosanto (USA), Sébastien Dervieux (FRA) |

| 14 de fevereiro de 2024 14:30 | Súmula | Países Baixos                              | 10–5 | Itália     | Aspire Dome, Doha Árbitros: Boris Margeta (SLO), György Kun (HUN) |
| 14 de fevereiro de 2024 14:30 | Súmula | Pontuação por períodos: 5–1, 2–3, 1–1, 2–0 |      |            | Aspire Dome, Doha Árbitros: Boris Margeta (SLO), György Kun (HUN) |
| 14 de fevereiro de 2024 14:30 | Súmula | L. Rogge, van de Kraats 3                  | Gols | Giustini 2 | Aspire Dome, Doha Árbitros: Boris Margeta (SLO), György Kun (HUN) |

### Semifinais
| 14 de fevereiro de 2024 16:00 | Súmula | Estados Unidos                             | 11–9 | Espanha              | Aspire Dome, Doha Árbitros: Michiel Zwart (NED), Alessandro Severo (ITA) |
| 14 de fevereiro de 2024 16:00 | Súmula | Pontuação por períodos: 3–1, 3–3, 4–3, 1–2 |      |                      | Aspire Dome, Doha Árbitros: Michiel Zwart (NED), Alessandro Severo (ITA) |
| 14 de fevereiro de 2024 16:00 | Súmula | Flynn 3                                    | Gols | Piralkova, E. Ruiz 3 | Aspire Dome, Doha Árbitros: Michiel Zwart (NED), Alessandro Severo (ITA) |

| 14 de fevereiro de 2024 17:30 | Súmula | Hungria                                             | 13–11 | Grécia  | Aspire Dome, Doha Árbitros: Frank Ohme (GER), Zhang Liang (CHN) |
| 14 de fevereiro de 2024 17:30 | Súmula | Pontuação por períodos: 3–3, 3–3, 1–1, 2–2 PEN: 4–2 |       |         | Aspire Dome, Doha Árbitros: Frank Ohme (GER), Zhang Liang (CHN) |
| 14 de fevereiro de 2024 17:30 | Súmula | Parkes 3                                            | Gols  | Ninou 4 | Aspire Dome, Doha Árbitros: Frank Ohme (GER), Zhang Liang (CHN) |

### Decisão do 15º lugar
| 12 de fevereiro de 2024 09:00 | Súmula | Brasil                                     | 18–2 | Singapura  | Aspire Dome, Doha Árbitros: Viktor Salnichenko (KAZ), Lucas Letshabo (RSA) |
| 12 de fevereiro de 2024 09:00 | Súmula | Pontuação por períodos: 4–0, 2–0, 4–0, 8–2 |      |            | Aspire Dome, Doha Árbitros: Viktor Salnichenko (KAZ), Lucas Letshabo (RSA) |
| 12 de fevereiro de 2024 09:00 | Súmula | três jogadores 3                           | Gols | Lee, Lim 1 | Aspire Dome, Doha Árbitros: Viktor Salnichenko (KAZ), Lucas Letshabo (RSA) |

### Decisão do 13º lugar
| 12 de fevereiro de 2024 10:30 | Súmula | França                                     | 19–8 | África do Sul     | Aspire Dome, Doha Árbitros: Yuri Maciel (BRA), Cheng Beng Guan (SGP) |
| 12 de fevereiro de 2024 10:30 | Súmula | Pontuação por períodos: 5–0, 5–3, 6–3, 3–2 |      |                   | Aspire Dome, Doha Árbitros: Yuri Maciel (BRA), Cheng Beng Guan (SGP) |
| 12 de fevereiro de 2024 10:30 | Súmula | Vernoux 5                                  | Gols | Geber, Versfeld 2 | Aspire Dome, Doha Árbitros: Yuri Maciel (BRA), Cheng Beng Guan (SGP) |

### Decisão do 11º lugar
| 14 de fevereiro de 2024 09:00 | Súmula | Reino Unido                                | 8–6  | Cazaquistão            | Aspire Dome, Doha Árbitros: Cheng Beng Guan (SGP), Asumi Tsuzaki (JPN) |
| 14 de fevereiro de 2024 09:00 | Súmula | Pontuação por períodos: 3–1, 2–2, 0–3, 3–0 |      |                        | Aspire Dome, Doha Árbitros: Cheng Beng Guan (SGP), Asumi Tsuzaki (JPN) |
| 14 de fevereiro de 2024 09:00 | Súmula | Tafazolli 4                                | Gols | Novikova, Rakhmanova 2 | Aspire Dome, Doha Árbitros: Cheng Beng Guan (SGP), Asumi Tsuzaki (JPN) |

### Decisão do 9º lugar
| 14 de fevereiro de 2024 10:30 | Súmula | China                                      | 15–16 | Nova Zelândia | Aspire Dome, Doha Árbitros: Viktor Salnichenko (KAZ), Giuliana Nicolosi (ITA) |
| 14 de fevereiro de 2024 10:30 | Súmula | Pontuação por períodos: 4–4, 3–5, 3–4, 5–3 |       |               | Aspire Dome, Doha Árbitros: Viktor Salnichenko (KAZ), Giuliana Nicolosi (ITA) |
| 14 de fevereiro de 2024 10:30 | Súmula | Lu 5                                       | Gols  | Houghton 5    | Aspire Dome, Doha Árbitros: Viktor Salnichenko (KAZ), Giuliana Nicolosi (ITA) |

### Decisão do 7º lugar
| 16 de fevereiro de 2024 10:00 | Súmula | Canadá                                     | 12–18 | Itália     | Aspire Dome, Doha Árbitros: Boris Margeta (SLO), Darren Spiritosanto (USA) |
| 16 de fevereiro de 2024 10:00 | Súmula | Pontuação por períodos: 4–5, 4–6, 1–2, 3–5 |       |            | Aspire Dome, Doha Árbitros: Boris Margeta (SLO), Darren Spiritosanto (USA) |
| 16 de fevereiro de 2024 10:00 | Súmula |                                            | Gols  | Bianconi 5 | Aspire Dome, Doha Árbitros: Boris Margeta (SLO), Darren Spiritosanto (USA) |

### Decisão do 5º lugar
| 16 de fevereiro de 2024 16:00 | Súmula | Austrália                                  | 8–10 | Predefinição:INED | Aspire Dome, Doha Árbitros: Jennifer McCall (USA), Nóra Debreceni (HUN) |
| 16 de fevereiro de 2024 16:00 | Súmula | Pontuação por períodos: 1–2, 5–1, 1–3, 1–4 |      |                   | Aspire Dome, Doha Árbitros: Jennifer McCall (USA), Nóra Debreceni (HUN) |
| 16 de fevereiro de 2024 16:00 | Súmula | Kearns 3                                   | Gols | Van de Kraats 3   | Aspire Dome, Doha Árbitros: Jennifer McCall (USA), Nóra Debreceni (HUN) |

### Disputa pelo bronze
| 16 de fevereiro de 2024 11:30 | Súmula | Espanha                                    | 10–9 | Grécia  | Aspire Dome, Doha Árbitros: Michiel Zwart (NED), Hélène Painchaud (CAN) |
| 16 de fevereiro de 2024 11:30 | Súmula | Pontuação por períodos: 2–1, 4–4, 1–1, 3–3 |      |         | Aspire Dome, Doha Árbitros: Michiel Zwart (NED), Hélène Painchaud (CAN) |
| 16 de fevereiro de 2024 11:30 | Súmula | Forca 3                                    | Gols | Ninou 3 | Aspire Dome, Doha Árbitros: Michiel Zwart (NED), Hélène Painchaud (CAN) |

### Final
| 16 de fevereiro de 2024 17:30 | Súmula | Estados Unidos                             | 8–7  | Hungria             | Aspire Dome, Doha Árbitros: Xavi Buch (ESP), Natalia Markopoulou (GRE) |
| 16 de fevereiro de 2024 17:30 | Súmula | Pontuação por períodos: 3–2, 2–2, 0–1, 3–2 |      |                     | Aspire Dome, Doha Árbitros: Xavi Buch (ESP), Natalia Markopoulou (GRE) |
| 16 de fevereiro de 2024 17:30 | Súmula | Fattal 3                                   | Gols | Garda, Keszthelyi 2 | Aspire Dome, Doha Árbitros: Xavi Buch (ESP), Natalia Markopoulou (GRE) |

## Classificação final
| Posição           | Seleção        |
| ----------------- | -------------- |
| Medalha de ouro   | Estados Unidos |
| Medalha de prata  | Hungria        |
| Medalha de bronze | Espanha        |
| 4                 | Grécia         |
| 5                 | Países Baixos  |
| 6                 | Austrália      |
| 7                 | Itália         |
| 8                 | Canadá         |
| 9                 | Nova Zelândia  |
| 10                | China          |
| 11                | Reino Unido    |
| 12                | Cazaquistão    |
| 13                | França         |
| 14                | África do Sul  |
| 15                | Brasil         |
| 16                | Singapura      |

|  | Qualificado para os Jogos Olímpicos de Verão de 2024 |

| Polo aquático no Campeonato Mundial de Esportes Aquáticos de 2024 - Feminino |
| ---------------------------------------------------------------------------- |
| Coácia Campeã (8° título)                                                    |